# Espagne au Concours Eurovision de la chanson 1967
L'Espagne a participé au Concours Eurovision de la chanson 1967 le 8 avril à Vienne, en Autriche. C'est la 7e participation espagnole au Concours Eurovision de la chanson.
Le pays est représenté par le chanteur Raphael et la chanson Hablemos del amor, sélectionnés en interne par la TVE.

## Sélection interne
Le radiodiffuseur espagnol, la Televisión Española (TVE), choisit en interne l'artiste et la chanson représentant l'Espagne au Concours Eurovision de la chanson 1967.
| Ordre | Artiste | Chanson           | Langue   |
| ----- | ------- | ----------------- | -------- |
| 1     | Raphael | Hablemos del amor | Espagnol |

Lors de cette sélection, c'est la chanson Hablemos del amor, écrite et composée par Manuel Alejandro et interprétée par Raphael, qui fut choisie avec Manuel Alejandro Serra comme chef d'orchestre.
C'est la seconde fois consécutive que Raphael est sélectionné pour représenter l'Espagne, ayant participé au concours l'année précédente avec la chanson Yo soy aquél.

## À l'Eurovision
Chaque pays avait un jury de dix personnes. Chaque juré attribuait un point à sa chanson préférée.

### Points attribués par l'Espagne
| 5 points | Monaco                     |
| 2 points | Yougoslavie                |
| 1 point  | Italie Luxembourg Portugal |

### Points attribués à l'Espagne
| 10 points | 9 points | 8 points | 7 points            | 6 points                                                    |
| --------- | -------- | -------- | ------------------- | ----------------------------------------------------------- |
|           |          |          |                     |                                                             |
| 5 points  | 4 points | 3 points | 2 points            | 1 point                                                     |
|           |          |          | - Monaco - Portugal | - Autriche - Belgique - Luxembourg - Pays-Bas - Yougoslavie |

Raphael interprète Hablemos del amor en 12e position lors de la soirée du concours, suivant le Royaume-Uni et précédant la Norvège.
Au terme du vote final, l'Espagne termine 6e sur 17 pays participants, ayant reçu 9 points au total, provenant de 7 pays,.